# Journée internationale de sensibilisation au bégaiement

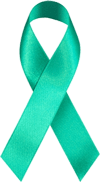
Ruban vert marin de l'ISAD.

La journée internationale de sensibilisation au bégaiement (International Stuttering Awareness Day, ISAD) est une journée internationale qui a été fondée le 22 octobre 1998 et se tient à la même date à chaque année. L'objectif de la journée est de sensibiliser le public au bégaiement, qui toucherait à peu près 1 % de la population mondiale,.

## Organisation
ISAD est organisée par trois organismes :
- L'European League of Stuttering Associations (en)
- L'International Fluency Association
- L'International Stuttering Association (en)

## Activités
L'ISAD organise une conférence en ligne, et des événements publics, une campagne médiatique,,, des activités éducationnelles et le développement de ressources en ligne.